# Dendropsophus meridensis
Dendropsophus meridensis är en groddjursart som först beskrevs av Juan A. Rivero 1961.  Dendropsophus meridensis ingår i släktet Dendropsophus och familjen lövgrodor. IUCN kategoriserar arten globalt som starkt hotad. Inga underarter finns listade i Catalogue of Life.